# Принцесата-жаба
„Царе́вна-лягу́шка“ е руска народна приказка, вариация на странстваща история за омагьосана булка. Приказки с подобен сюжет са известни и в някои европейски страни – например в Италия и Гърция., както и сред бурятите, башкирите, татарите. В сборника „Руски народни приказки“ на А. Н. Афанасиев е номерирана 267 – 269. Според класификацията на Аарне-Томпсън на приказката е присвоен номер 402.

## Сюжет
Царят заповядал на тримата си сина да се оженят и да изберат булки така: да застанат на открито поле, да стрелят произволно от лък – в чийто двор попадне стрелата, за момичето от този дом и да се оженят. Стрелата на по-младия, Иван Царевич, паднала в блатото. Той намира стрелата си близо до жабата, за която трябвало да се ожени. Жабата, за разлика от съпругите на братята на Иван Царевич, се справя отлично със задачите на царя за снахи с помощта на магьосничество (в една версия на приказката) или с помощта на „майки-бавачки“ (в друго). Когато царят кани Иван и жена му на пир, тя пристига в образа на красиво момиче. Иван Царевич тайно изгаря кожата на жабата, което носи проклятие – Жабата изчезва. Иван тръгва да я търси, намира я при Кашчей Безсмъртния и я освобождава от затвора.

## При другите народи
Сюжетът на принцесата-жаба преминава от руските приказки с някои промени в приказния фолклор на редица други народи на Русия, например башкирите и татарите. Подобна приказка – публикувана през 1930 г. в сборника „Легенди и приказки на Азербайджан“ под заглавието „Принцът и жабата“, е записана от инспектора на градското училище в Нухи, В. А. Емелянов през 1899 г. в град Нуха (сега Шеки, Азербайджан). В азербайджанската версия на приказката принцовете не стрелят със стрели, за да си изберат булка, а хвърлят ябълки на момичетата. Наистина, такъв обичай е съществувал сред монголите, които са живели на територията на съвременен Азербайджан през XVII век. Финалният сюжет на многослойната бурятска приказка „Ута-Саган-батор“, публикувана за първи път през 1903 г., също съдържа подобен сюжет. В същото време черно куче и бяла крава с черно петно върху лопатката действат като помощници на жабата при изпълнението на задачата на тъста (шиене на копринена риза).

## Главната героиня
Главният герой на тази приказка е красиво момиче, върколак, обикновено притежаващо познания за магьосничество и принудено да живее известно време под формата на жаба. Това изображение се смята в науката за архетип на тотемна съпруга, за която първобитният ловец трябва да се ожени, за да бъде успешен ловът. Това се дължи на факта, че версията на приказката, публикувана от Афанасиев, му е предоставена от шадринския местен историк А. Н. Зирянов, който уж я е записал в района на Шадрин. Булките, които превъзхождат младоженеца по интелигентност и знания, са често срещани в руските приказки.

## Адаптации
- 1939 г. – филм „Василиса Красивата“
- 1954 г. – анимационен филм „Принцесата-жаба“
- 1971 г. – куклен анимационен спектакъл по приказката „Принцесата-жаба“
- 1977 г. – карикатура „Василиса Красивата“
- 1994 г. – пънк опера „Kashchei the Deathless“ от групата „Ивицата Газа“, базирана на приказката
- 2015 г. – представление „Жабата-принцеса“ на Архангелския драматичен театър на името на Михаил Ломоносов
- 2019 г. – песен „Три Желания“ – музика Франсис Лемарк, руски текст Самуил Болотин, изпълнява Вика Старикова[8]

## Туризъм
Проектът „Приказна карта на Русия“ обяви през 2017 г. град Шадринск, Курганска област, за родно място на принцесата жаба и Елена Прекрасната. Това се дължи на факта, че версията на приказката, публикувана от Афанасиев, му е предоставена от шадринския местен историк А. Н. Зирянов, който уж я е записал в района на Шадрин.